# Chica da Silva
Francisca da Silva de Oliveira (Serró Frío, Minas Gerais, c. 1732 - Tijuco, 1796) llamada Xica Da Silva o Chica Da Silva, fue una esclava brasileña, posteriormente liberta, conocida por su belleza, que se convirtió en un personaje de gran riqueza e influencia durante la segunda mitad del siglo XVIII en su país. Célebre por su romance de más de quince años con João Fernandes de Oliveira, el más rico explotador de diamantes de esa región, cuya fortuna se decía era mayor que la del rey de Portugal.
Su vida ha sido fuente de inspiración de numerosas obras para la televisión, cine, teatro y literatura. Se la conoce por el apelativo de «la esclava que se convirtió en reina».

## Biografía
Chica era hija de la esclava Maria da Silva y de un portugués llamado Antônio Caetano de Sá. Su certificado de bautismo fue registrado en el barrio de Maíz Verde, ciudad de Cerró Frío, actual municipio de Cerró, Minas Gerais. Según la mayor parte de las fuentes, su madre era africana de la Costa de la Mina, aunque otros dicen que ella era criolla de Bahia.
Fue esclava del sargento Manuel Pires Sardina, médico y propietario de tierras en Tijuco (Diamantino, Minas Gerais). En esta época tuvo un hijo, Simão Pires Sardina, nacido en 1751. El registro de bautismo de este hijo no declara su paternidad, pero Manuel Pires Sardina le dio la libertad y lo nombró uno de sus herederos en su testamento, de ahí el uso del mismo apellido. El hijo de Chica da Silva fue educado en Europa y vino a ocupar cargos importantes en el gobierno de la Corte. 
Posteriormente, Chica da Silva fue vendida o dada como esclava a José da Silva y Oliveira Rolim, (quien años después convivió con Quitéria Rita, una de las hijas de Chica da Silva y João Fernandes). José Da Silva fue, posteriormente, condenado a prisión por su importante participación en la “Inconfidencia Minera” una de las primeras revueltas contra la dominación portuguesa en Brasil. 
Poco tiempo después, en 1753, João Fernandes de Oliveira llegó a Tijuco para asumir la función de comendador de los diamantes, que venía siendo ejercida por su padre homónimo desde 1740. En 1754, le dio la libertad a Chica da Silva y pasó a ser su concubina por más de quince años. 
Chica da Silva y João Fernandes tuvieron trece hijos durante el transcurso de la relación: Francisca de Paula (1755); João Fernandes (1756); Rita (1757); Joaquim (1759); Antonio Caetano (1761); Ana (1762); Helena (1763); Luiza (1764); Antônia (1765); Maria (1766); Quitéria Rita (1767); Mariana (1769); José Agostinho Fernandes (1770). Todos fueron registrados en el bautismo como hijos de João Fernandes, acto raro en la época donde los hijos bastardos de hombres blancos y esclavas eran registrados sin el nombre del padre.
Entre 1763 y 1771, João Fernandes y Chica da Silva habitaron la edificación existente actualmente en la plaza Lobo de Mezquita, 266, en Diamantina. La unión de João Fernandes y Chica da Silva no fue un caso aislado en la sociedad colonial brasileña de implicación de hombres blancos con esclavas, pero se distinguió por haber sido pública, intensa y duradera, además de involucrar a uno de los hombres más ricos de la región durante el apogeo económico de la región.
Los amantes se separaron en 1770, cuando João Fernandes retornó a Portugal para prestar cuentas de su administración al frente del Contrato de los Diamantes y para cuidar de recibir los bienes dejados en testamento por su padre. Al partir, João Fernandes se llevó consigo a sus cuatro hijos hombres. En Portugal, los hijos de Chica da Silva recibieron educación superior, ocuparon puestos importantes en la administración del Reino y hasta recibieron títulos de nobleza.
Chica da Silva se quedó en Tijuco con sus hijas y la posesión de muchas propiedades dejadas por João Fernandes, lo que le garantizó una vida confortable hasta el final de sus días. Sus hijas recibieron la mejor educación que se daba a las chicas de la aristocracia local en aquella época, siendo enviadas al Recogimiento de las Macaúbas donde aprendieron a leer, escribir, calcular, coser y bordar. De allí, sólo salieron en edad de casarse, aunque algunas hayan seguido la vida religiosa.
A pesar de ser una concubina, Chica da Silva alcanzó prestigio en la sociedad local y gozó de los mismos privilegios de las señoras blancas. En esa época, las personas se asociaban en Hermandades religiosas de acuerdo con su posición social. Chica da Silva pertenecía a las Hermandades de San Francisco y del Carmo, que eran exclusivas de blancos, pero también a las hermandades de las Mercês - compuesta por mulatos - y del Rosario - reservada a los negros. Por lo tanto, Chica da Silva tenía renta para realizar donaciones a las cuatro hermandades diferentes. Era aceptada como parte de la élite local compuesta casi exclusivamente por blancos, pero también mantenía lazos sociales con mulatos y negros por medio de sus hermandades. A pesar de esto, como era costumbre de la época, luego que fue liberta pasó a ser dueña de varios esclavos que cuidaban de las actividades domésticas de su casa.
Chica da Silva falleció en 1796. Como era costumbre en la época, tenía el derecho de ser sepultada dentro de la iglesia de cualquiera de las cuatro hermandades a las que pertenecía. Fue sepultada dentro de la iglesia de San Francisco de Asís perteneciente a la más importante hermandad local, un privilegio exclusivo de los blancos ricos, lo que demuestra que mantenía la condición social más alta aún varios años después de la partida de João Fernandes para Portugal.

## Difusión de la historia de Chica Da Silva
Chica da Silva fue olvidada por largo tiempo después de su muerte. En 1860, el abogado Joaquim Felício de los Santos fue contratado para cuidar del reparto de la herencia de una nieta de Chica da Silva. Para esta tarea investigó antiguos documentos de las propiedades dejadas por el contratador João Fernandes, descubriendo entonces la historia familiar de los dos amantes.
En 1868, Joaquim Felício de los Santos publicó la obra “Memoria del Distrito Diamantino” en la cual se cuenta por primera vez la historia de Chica da Silva. Sin ninguna fuente histórica y tal vez influenciado por el racismo de la época, Joaquim Felício de los Santos describió a Chica da Silva como una mulata alta y corpulenta, cuyo poder de seducción era incomprensible.
La obra “Memoria del Distrito Diamantino” tuvo una nueva edición en 1924, en la cual Nazaret Menezes insertó notas defendiendo la belleza de Chica da Silva, argumentando que, de otra forma, ella no podría haber agradado tanto al rico contratador João Fernandes. En la misma época, los apuntes sobre Diamantina escritos por el periodista Antônio Torres atrajeron la atención de historiadores, escritores y del público en general sobre la historia de Chica da Silva.
A partir de entonces, Chica da Silva se convirtió en un personaje mítico, cuyas historias no comprobadas, improbables o imposibles son más conocidas que su biografía real. 

## Los mitos sobre Chica Da Silva
Algunos mitos que se desarrollaron sobre la base de obras de ficción o historias populares son, que Chica da Silva:
- Tenía un poco común apetito sexual que utilizó para seducir a varios hombres poderosos: La vida de Chica da Silva, antes de la unión con João Fernandes, no fue diferente de la de todas las otras esclavas que no podían escoger sus compañeros. Además de esto, la larga unión con João Fernandes, con quien generó una gran prole, muestra que ella fue realmente la matrona de una gran familia. No hay informaciones sobre otros casos amorosos después de la partida de João Fernandes, lo que habría causado roces en la sociedad profundamente conservadora de la época.

- Era una mujer muy cruel, siendo apodada "Chica Mandona". Utilizaba el miedo para obtener la saciedad de sus lujos y placeres: No hay registros históricos que confirmen este hecho.

- Pidió a João Fernandes le construyera un palacio con veintiún habitaciones, donde había un jardín con plantas exóticas y cascadas artificiales. Como no conocía el mar, João Fernandes mandó construir un lago artificial y construir un navío de vela con capacidad para diez personas, que navegaba en el lago transportando los invitados de las grandes fiestas que ofrecía a la sociedad local. Esas festividades eran animadas por una orquesta particular y por las presentaciones en un teatrín: La Chacra de Chica da Silva, en el barrio de la Paja, era una de las residencias más lujosas, pero no sobrepasaba los patrones de la región. Comparando como patrones europeos de la época, era una propiedad casi rústica.

- A pesar de ser rica, era discriminada por el círculo social más elevado. Considerada como concubina, estaba impedida de frecuentar los templos católicos, de ese modo, habría construido una capilla, hoy desaparecida, anexa a su residencia, dedicada a Santa Quitéria, sólo para su uso personal: Está probado que Chica da Silva pertenecía a las Hermandades de San Francisco y del Carmo, exclusivas de las personas blancas y ricas, y que fue enterrada en la iglesia de la primera. La construcción de capillas particulares era un hábito común en la época y puede aún ser visto en varías haciendas del siglo XIX.

- Para que su sueño no fuera perturbado por el doblar de las campanas de la Iglesia de Nuestra Señora del Carmo, construida en 1765, Chica da Silva mandó cambiar la posición de la torre: Efectivamente, se trata de la única iglesia en estilo barroco en Brasil que posee la torre atrás de la nave céntrica. Hecho tan singular necesitaba de alguna explicación, pero no está comprobado que Chica Da Silva tuviera que ver en el asunto.

- Chica Da Silva creó la receta "Xinxim de Chica", uno de los platos más conocidos de la culinaria de Minas Gerais: El nombre "Francisca" cuyo diminutivo portugués es "Chica" ó "Xica", era uno de los nombres más usados en la época tanto por esclavas como por señoras. Por lo tanto, existieron muchas otras "Chicas" cocineras o señoras.

## Chica Da Silva en el cine y la televisión
En 1963, la escuela de samba Académicos del Sauce venció la disputa del Carnaval Carioca con la trama de Arlindo Rodrigues y Fernando Pamplona sobre Chica da Silva. Varios mitos fueron recontados en la película de Carlos Cacá Diegues, Xica da Silva, de 1976, que fue uno de los mayores taquillazo del cine brasileño y que fue protagonizada por Zeze Motta, quién décadas más tarde haría de Maria, la madre de Xica en la telenovela de 1996 también llamada Xica da Silva donde la mulata, sería encarnada esta vez por la actriz Taís Araújo, la primera afro-brasileña en ser distinguida con el primer papel protagónico en una telenovela brasileña de horario estelar y con actores brasileños.
Todos estos éxitos fueron obras de ficción hechas para atender al público ansioso por buenas historias y con poca base en los hechos históricos.